# Tabernaemontana pandacaqui
Tabernaemontana pandacaqui là một loài thực vật có hoa trong họ La bố ma. Loài này được Lam. miêu tả khoa học đầu tiên năm 1792.

## Hình ảnh

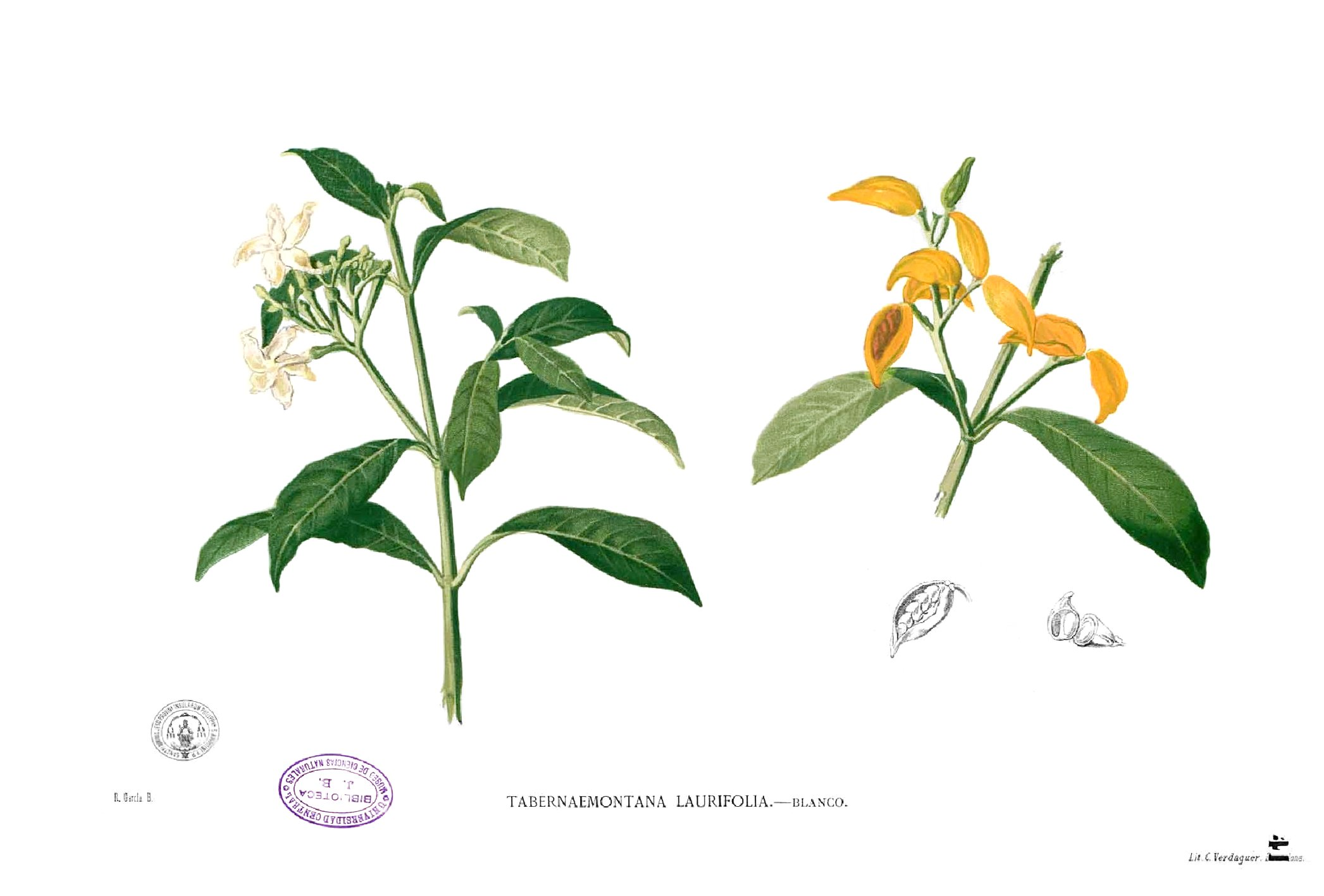
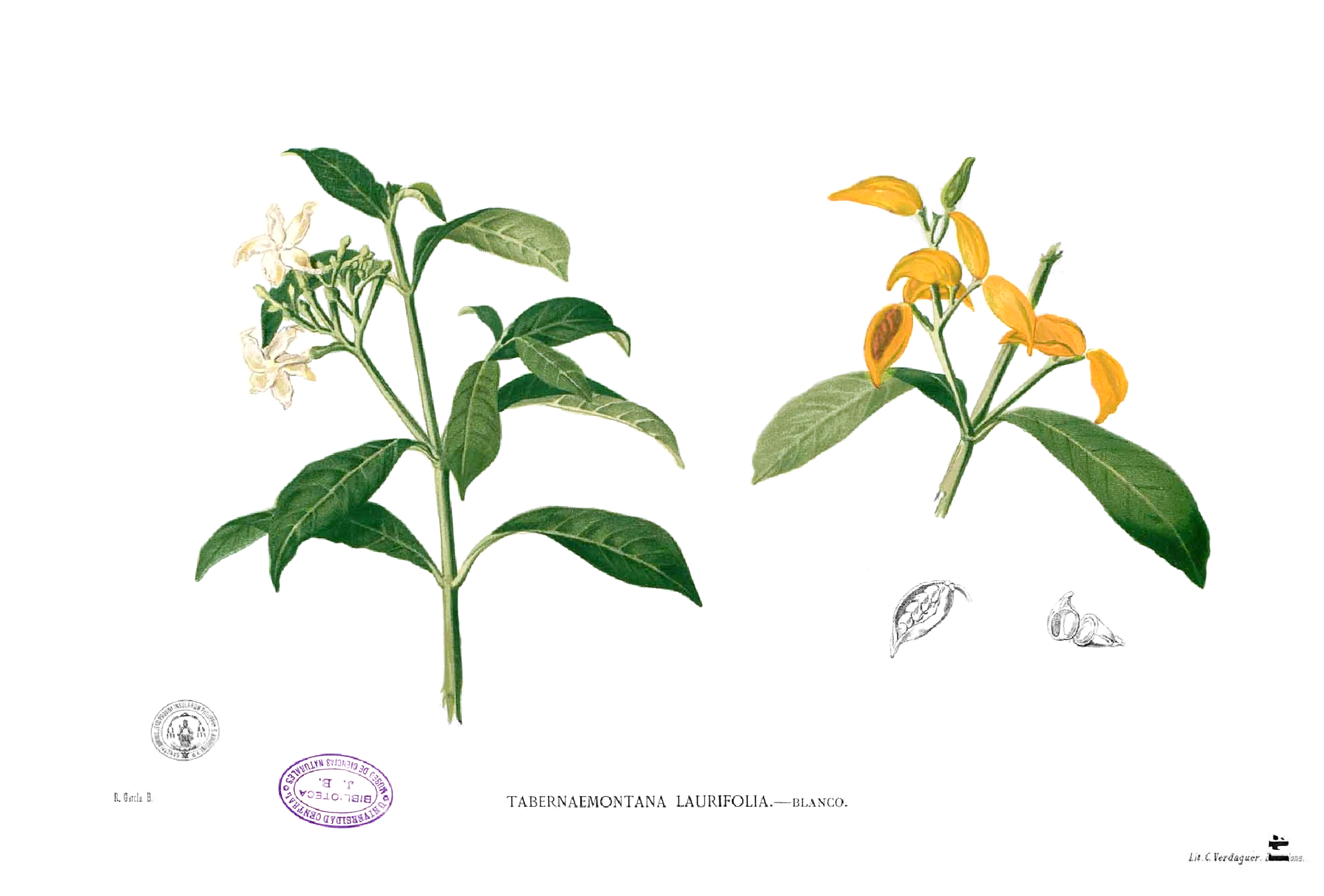
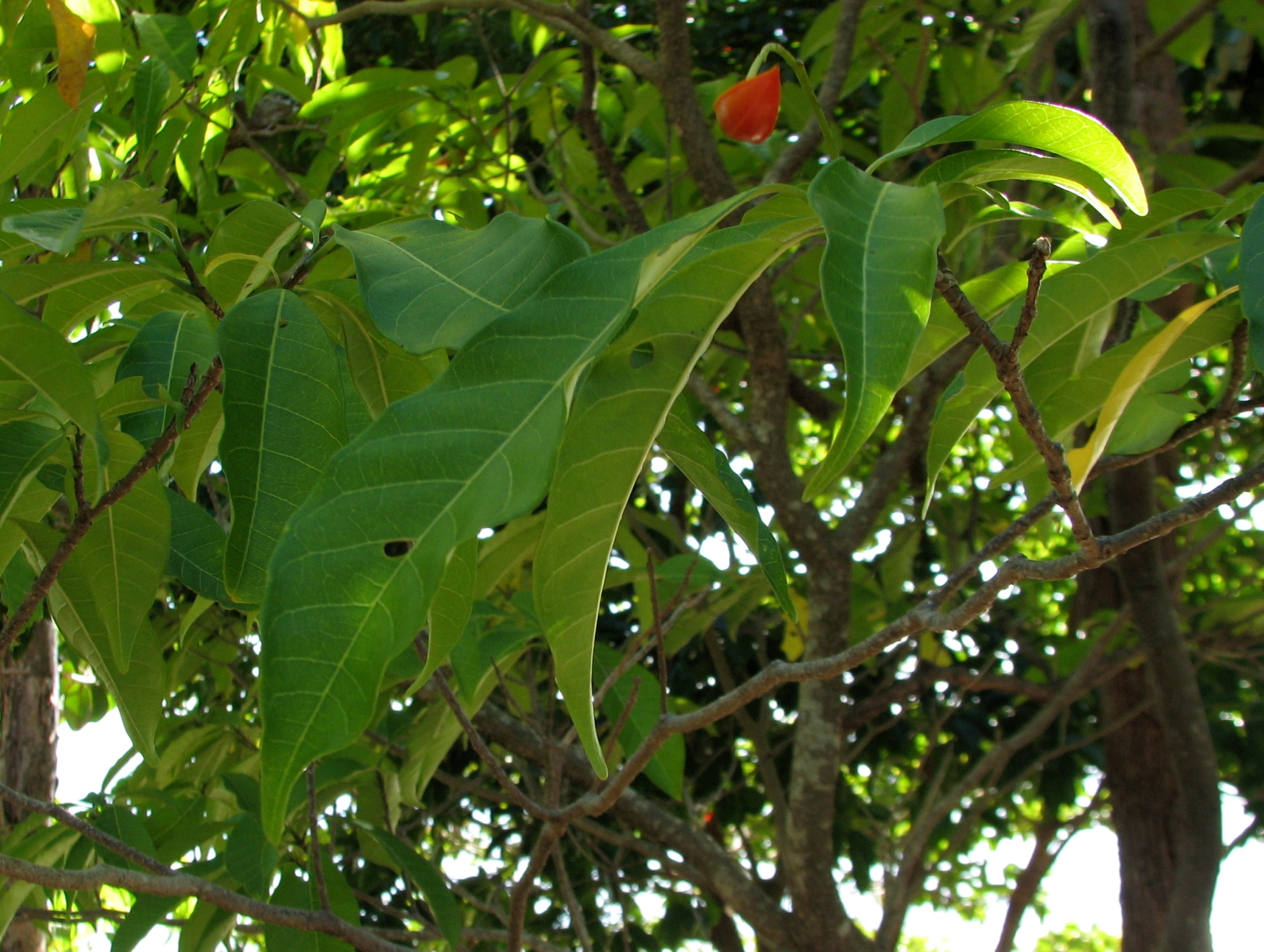
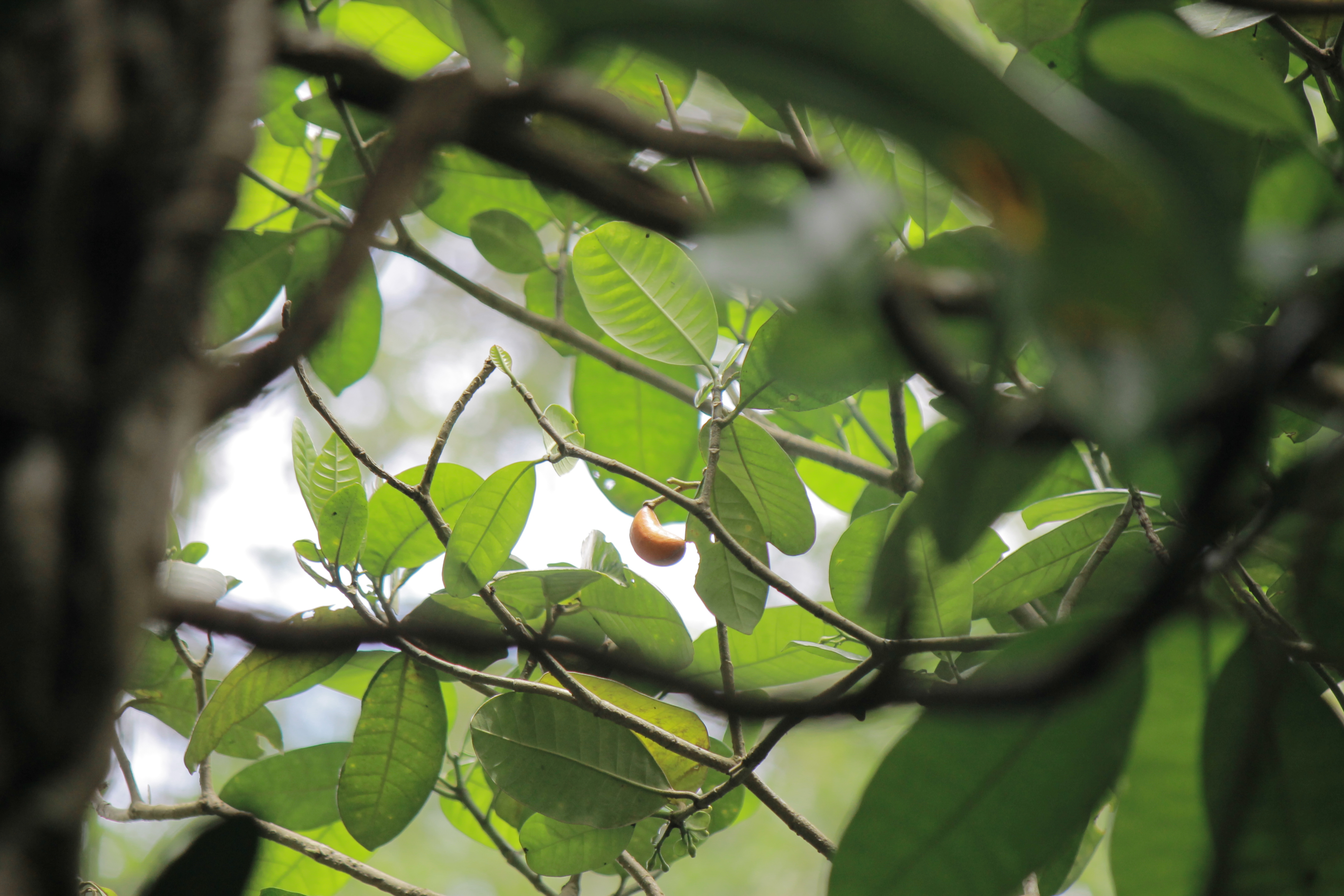